# Староітікеєво
Староітіке́єво (рос. Староитикеево, башк. Иҫке Этекәй) — присілок у складі Аургазинського району Башкортостану, Росія. Входить до складу Батирівської сільської ради.
Населення — 197 осіб (2010; 208 в 2002).
Національний склад:
- татари — 77%